# Blaž Vrhovec
Blaž Vrhovec, slovenski nogometaš, * 20. februar 1992, Ljubljana.
Člansko kariero je začel leta 2006 v klubu Interblock v slovenski prvi ligi, leta 2012 je prestopil v Celje. Skupno je v prvi ligi odigral prek 100 prvenstvenih tekem in dosegel 6 golov. Pred sezono 2016/17 je prestopil v Maribor.
Vrhovec je debitiral v dresu članske reprezentance 23. marca 2016 na prijateljski tekmi v Kopru proti Makedoniji.